# Відродження (Феодосійський район)
Відро́дження (до 1948 року — Яни́-Караба́й, крим. Yañı Qarabay — «Нови́й Караба́й») — село Феодосійського району Автономної Республіки Крим.

## Опис
Розташоване у центрі району. Відстань від райцентру до населеного пункта становить 32 кілометрів по прямій.
За даними сільради на 2009 рік село займало площу 49 гектарів на якій у 302 дворах, проживало 785 осіб.

## Історія
Вперше згадується на картах 1836 року як Російський Карабай (18 дворів). У 1860-х роках село було покинуте через масову еміграцію кримських татар до Османської імперії, спричинену посиленням утисків мусульманського населення. Знелюднене село було заселене російськими та грецькими колоністами. За даними 1864 року, в Карабаї (Іванівці) було 25 дворів і 89 жителів, росіян, греків та болгар.
У 1871 році село увійшло до Цюріхтальської волості, але згодом знову спорожніло. У 1902 році згадується як німецька економія (24 особи).
Після радянської окупації село увійшло до складу Феодосійського району. За переписом 1926 року, в Карабаї (з артіллю Єні-Кувет) було 28 дворів, населення становило 120 осіб, з них 115 кримських татар, 4 росіян, 1 записано у графі «інші», діяла кримськотатарська школа I ступеня (п'ятирічка). У 1930-х роках село увійшло до Старо-Кримського району. Був створений колгосп «Імені XVII партз'їзду». За переписом 1939 року, населення становило 271 особу.
У 1944 році після депортації кримських татар радянською владою село було заселене переселенцями з Тамбовської області Росії. У 1948 році Нови́й Карабай було перейменоване на Відродження. За переписом 1989 року, в селі проживало 782 особи.

## Відомі особистості
В поселенні народився:
- Халілов Таїр Бекірович (* 1940) — кримськотатарський письменник.